# Serie Mundial de Pequeñas Ligas
La Serie Mundial de Pequeñas Ligas (Little League World Series en su idioma original) es un torneo anual de béisbol para niños de 10 a 12 años, que se celebra en el este de Estados Unidos. Originalmente llamado Torneo Nacional de Pequeñas Ligas, posteriormente pasó a llamarse Serie Mundial de Grandes Ligas de Béisbol. La Serie se celebró por primera vez en 1947 y se lleva a cabo cada agosto en South Williamsport, Pensilvania;  si bien la dirección postal de la organización está en Williamsport, la Serie en sí se juega en el Estadio Howard J. Lamade y el Estadio Volunteer en el complejo de la sede de las Pequeñas Ligas en South Williamsport.
Inicialmente, solo competían equipos de Estados Unidos en la Serie, pero poco a poco se ha convertido en un torneo mundial. El torneo ha ganado renombre popular, especialmente en Estados Unidos, donde se transmiten por ESPN partidos de la Serie e incluso de torneos regionales. Los equipos de Estados Unidos han ganado una pluralidad de la serie, aunque de 1969 a 1991 los equipos de Taiwán dominaron la serie, ganando en 15 de esos 23 años. El dominio de Taiwán durante esos años se ha atribuido a un esfuerzo nacional para combatir su percibido aislamiento diplomático en todo el mundo.  Desde 2010 hasta 2017, los equipos de Japón dominaron de manera similar la serie, ganando cinco de esos enfrentamientos.
Si bien la Serie Mundial de Béisbol de Pequeñas Ligas con frecuencia se conoce simplemente como Serie Mundial de Pequeñas Ligas, en realidad es uno de los siete torneos de Serie Mundial patrocinados por Little League International, en diferentes lugares. Cada uno de ellos reúne a equipos comunitarios de diferentes regiones de Little League International de todo el mundo en béisbol (cuatro divisiones por edades) y softbol femenino (tres divisiones por edades). La estructura del torneo que se describe aquí es la utilizada para la Serie Mundial de Béisbol de Pequeñas Ligas. La estructura utilizada para las otras Series Mundiales es similar, pero con diferentes regiones.

## Torneos clasificatorios

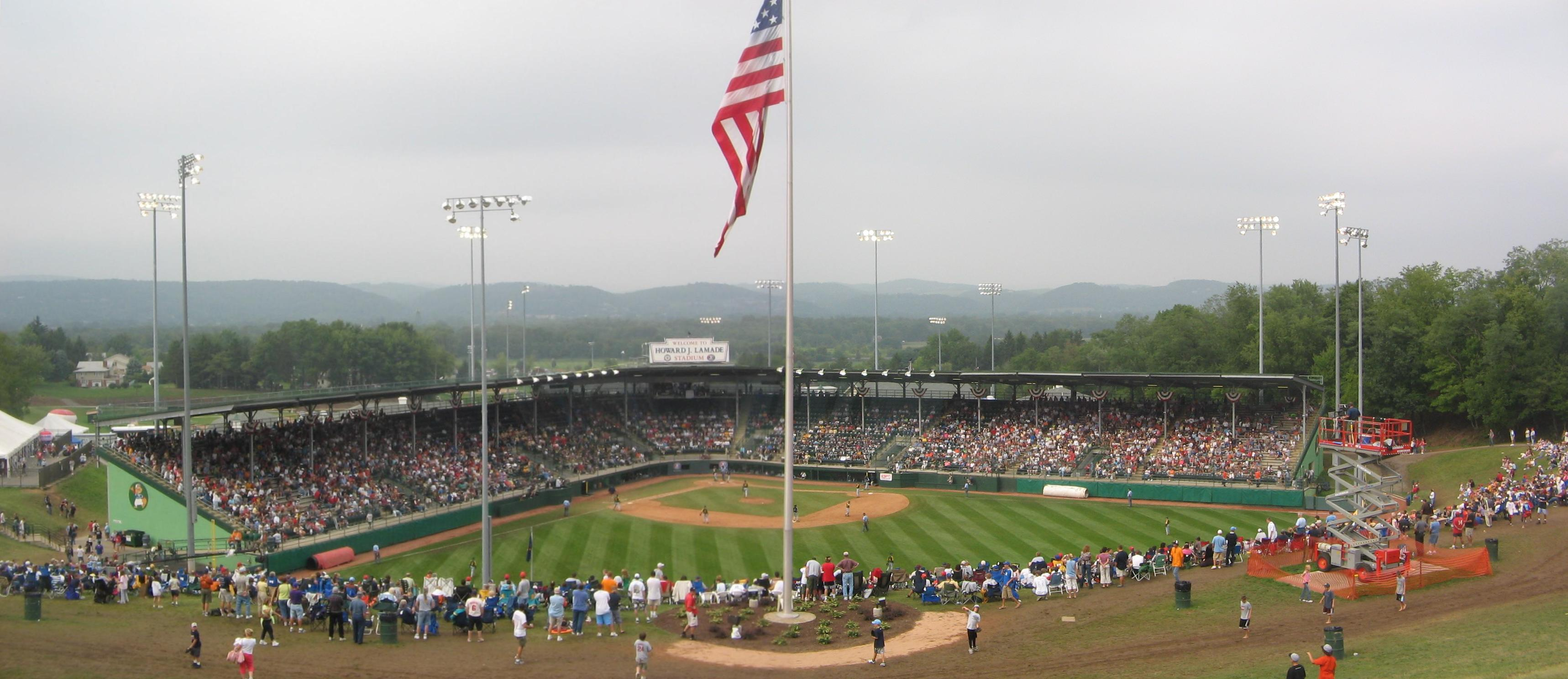
Un juego de la Serie Mundial de Pequeñas Ligas en el estadio Howard J. Lamade en 2007

En los meses de verano previos a la Serie Mundial de Pequeñas Ligas, que se celebra cada año en agosto, las Pequeñas Ligas de todo el mundo seleccionan equipos All-Star compuestos por jugadores de cada liga. Son estos equipos All-Star los que compiten en torneos distritales, seccionales y/o divisionales y regionales, con la esperanza de avanzar a Williamsport para la Serie Mundial de Pequeñas Ligas. La cantidad de partidos que debe jugar un equipo varía de una región a otra. En Estados Unidos, los torneos del nivel más bajo (distrito) carecen de estandarización a nivel nacional. Algunos utilizan el juego de billar o la doble eliminación, mientras que otros utilizan la eliminación simple.

### Regiones
A partir del torneo de 2022, 10 ganadores del torneo regional competirán en el grupo de Estados Unidos de la Serie Mundial de Pequeñas Ligas. Los estados de los que posiblemente podrían provenir esos campeones regionales se enumeran a continuación utilizando abreviaturas de los estados de EE. UU. Hay un total de 53 participantes estadounidenses que compiten en los 10 torneos regionales: dos de Texas, dos de California, uno de cada uno de los 48 estados restantes de EE. UU . y uno del Distrito de Columbia.
- Great Lakes (IL, IN, KY, MI, OH)
- Metro (CT, NJ, NY, RI)
- Mid-Atlantic (DE, DC, MD, PA)
- Midwest (IA, KS, MN, MO, NE, ND, SD, WI)
- Mountain (MT, NV, UT, WY)
- New England (ME, MA, NH, VT)
- Northwest (AK, ID, OR, WA)
- Southeast (AL, FL, GA, NC, SC, TN, VA, WV)
- Southwest (AR, CO, LA, MS, NM, OK, TX East, TX West)
- West (AZ, Northern CA, Southern CA, HI)

Hay ocho divisiones internacionales, que proporcionan 10 equipos al cuadro internacional del torneo. Esto se debe a que Cuba, Panamá y Puerto Rico reciben ofertas automáticas para el LLWS de forma rotativa: anualmente, dos equipos reciben una oferta mientras el otro juega en su torneo regional (Cuba o Puerto Rico a través de la región del Caribe; Panamá a través de América Latina).
- Asia-Pacific and Middle East
- Australia
- Canada
- Caribbean
- Europe and Africa
- Japan
- Latin America
- Mexico

## Campeones de la Serie Mundial de Pequeñas Ligas
| Año  | Winner                             | Score                              | Runner-up                          |
| ---- | ---------------------------------- | ---------------------------------- | ---------------------------------- |
| 1947 | Williamsport, Pennsylvania         | 16–7                               | Lock Haven, Pennsylvania           |
| 1948 | Lock Haven, Pennsylvania           | 6–5                                | St. Petersburg, Florida            |
| 1949 | Hammonton, New Jersey              | 5–0                                | Pensacola, Florida                 |
| 1950 | Houston, Texas                     | 2–1                                | Bridgeport, Connecticut            |
| 1951 | Stamford, Connecticut              | 3–0                                | Austin, Texas                      |
| 1952 | Norwalk, Connecticut               | 4–3                                | Monongahela, Pennsylvania          |
| 1953 | Birmingham, Alabama                | 1–0                                | Schenectady, New York              |
| 1954 | Schenectady, New York              | 7–5                                | Colton, California                 |
| 1955 | Morrisville, Pennsylvania          | 4–3                                | Delaware Township, New Jersey      |
| 1956 | Roswell, New Mexico                | 3–1                                | Delaware Township, New Jersey      |
| 1957 | Monterrey, Nuevo León, Mexico      | 4–0                                | La Mesa, California                |
| 1958 | Monterrey, Nuevo León, Mexico      | 10–1                               | Kankakee, Illinois                 |
| 1959 | Hamtramck, Michigan                | 12–0                               | Auburn, California                 |
| 1960 | Levittown, Pennsylvania            | 5–0                                | Ft. Worth, Texas                   |
| 1961 | El Cajon, California               | 4–2                                | El Campo, Texas                    |
| 1962 | San Jose, California               | 3–0                                | Kankakee, Illinois                 |
| 1963 | Granada Hills, California          | 2–1                                | Stratford, Connecticut             |
| 1964 | Staten Island, New York            | 4–0                                | Monterrey, Nuevo León, Mexico      |
| 1965 | Windsor Locks, Connecticut         | 3–1                                | Stoney Creek, Ontario, Canada      |
| 1966 | Houston, Texas                     | 8–2                                | West New York, New Jersey          |
| 1967 | West Tokyo, Japan                  | 4–1                                | Chicago, Illinois                  |
| 1968 | Wakayama, Osaka, Japan             | 1–0                                | Richmond, Virginia                 |
| 1969 | Taichung, Taiwan                   | 5–0                                | Santa Clara, California            |
| 1970 | Wayne, New Jersey                  | 2–0                                | Campbell, California               |
| 1971 | Tainan, Taiwan                     | 12–3 (F/9)                         | Gary, Indiana                      |
| 1972 | Taipei, Taiwan                     | 6–0                                | Hammond, Indiana                   |
| 1973 | Tainan, Taiwan                     | 12–0                               | Tucson, Arizona                    |
| 1974 | Kaohsiung, Taiwan                  | 12–1                               | Red Bluff, California              |
| 1975 | Lakewood, New Jersey               | 4–3                                | Tampa, Florida                     |
| 1976 | Chofu, Tokyo, Japan                | 10–3                               | Campbell, California               |
| 1977 | Kaohsiung, Taiwan                  | 7–2                                | El Cajon, California               |
| 1978 | Pingtung, Taiwan                   | 11–1                               | Danville, California               |
| 1979 | Chiayi County, Taiwan              | 2–1 (F/8)                          | Campbell, California               |
| 1980 | Hua-Lien, Taiwan                   | 4–3                                | Tampa, Florida                     |
| 1981 | Taichung, Taiwan                   | 4–2                                | Tampa, Florida                     |
| 1982 | Kirkland, Washington               | 6–0                                | Chiayi, Taiwan                     |
| 1983 | Marietta, Georgia                  | 3–1                                | Barahona, Dominican Republic       |
| 1984 | Seoul, South Korea                 | 6–2                                | Altamonte Springs, Florida         |
| 1985 | Seoul, South Korea                 | 7–1                                | / Mexicali, BC/Calexico, CA        |
| 1986 | Tainan, Taiwan                     | 12–0                               | Tucson, Arizona                    |
| 1987 | Hua-Lien, Taiwan                   | 21–1                               | Irvine, California                 |
| 1988 | Taichung, Taiwan                   | 10–0                               | Pearl City, Hawaii                 |
| 1989 | Trumbull, Connecticut              | 5–2                                | Kaohsiung, Taiwan                  |
| 1990 | Tainan County, Taiwan              | 9–0                                | Shippensburg, Pennsylvania         |
| 1991 | Taichung, Taiwan                   | 11–0                               | San Ramon Valley, California       |
| 1992 | Long Beach, California             | 6–0‡                               | ‡Zamboanga City, Philippines       |
| 1993 | Long Beach, California             | 3–2                                | David, Chiriquí, Panama            |
| 1994 | Maracaibo, Venezuela               | 4–3                                | Northridge, California             |
| 1995 | Tainan, Taiwan                     | 17–3 (F/5)                         | Spring, Texas                      |
| 1996 | Kaohsiung, Taiwan                  | 13–3 (F/5)                         | Cranston, Rhode Island             |
| 1997 | Guadalupe, Nuevo León, Mexico      | 5–4                                | South Mission Viejo, California    |
| 1998 | Toms River, New Jersey             | 12–9                               | Kashima, Japan                     |
| 1999 | Hirakata, Osaka, Japan             | 5–0                                | Phenix City, Alabama               |
| 2000 | Maracaibo, Venezuela               | 3–2                                | Bellaire, Texas                    |
| 2001 | Tokyo Kitasuna, Tokyo, Japan       | 2–1                                | Apopka, Florida                    |
| 2002 | Pleasure Ridge Park, Kentucky      | 1–0                                | Sendai, Japan                      |
| 2003 | Musashi-Fuchu, Tokyo, Japan        | 10–1                               | East Boynton Beach, Florida        |
| 2004 | Willemstad, Curaçao                | 5–2                                | Thousand Oaks, California          |
| 2005 | Ewa Beach, Hawaii                  | 7–6 (F/7)                          | Willemstad, Curaçao                |
| 2006 | Columbus, Georgia                  | 2–1                                | Kawaguchi City, Japan              |
| 2007 | Warner Robins, Georgia             | 3–2 (F/8)                          | Tokyo, Japan                       |
| 2008 | Waipahu, Hawaii                    | 12–3                               | Matamoros, Tamaulipas, Mexico      |
| 2009 | Chula Vista, California            | 6–3                                | Taoyuan County, Taiwan             |
| 2010 | Edogawa Minami, Tokyo, Japan       | 4–1                                | Waipahu, Hawaii                    |
| 2011 | Huntington Beach, California       | 2–1                                | Hamamatsu City, Japan              |
| 2012 | Tokyo-Kitasuna, Tokyo, Japan       | 12–2 (F/5)                         | Goodlettsville, Tennessee          |
| 2013 | Musashi-Fuchu, Tokyo, Japan        | 6–4                                | Chula Vista, California            |
| 2014 | Seoul, South Korea                 | 8–4                                | ‡Chicago, Illinois                 |
| 2015 | Tokyo-Kitasuna, Tokyo, Japan       | 18–11                              | Lewisberry, Pennsylvania           |
| 2016 | Maine-Endwell, New York            | 2–1                                | Seoul, South Korea                 |
| 2017 | Tokyo-Kitasuna, Tokyo, Japan       | 12–2 (F/5)                         | Lufkin, Texas                      |
| 2018 | Honolulu, Hawaii                   | 3–0                                | Seoul, South Korea                 |
| 2019 | River Ridge, Louisiana             | 8–0                                | Willemstad, Curaçao                |
| 2020 | Cancelled due to COVID-19 pandemic | Cancelled due to COVID-19 pandemic | Cancelled due to COVID-19 pandemic |
| 2021 | Taylor, Michigan                   | 5–2                                | Hamilton, Ohio                     |
| 2022 | Honolulu, Hawaii                   | 13–3 (F/4)                         | Willemstad, Curaçao                |
| 2023 | El Segundo, California             | 6–5                                | Willemstad, Curaçao                |

‡ Pérdidas por jugadores no elegibles:
1. La ciudad de Zamboanga, Filipinas, fue descalificada y despojada de su campeonato mundial de 1992; El campeonato mundial fue reasignado a Long Beach, California .
2. Chicago fue descalificada y despojada del campeonato estadounidense en 2014; El campeonato estadounidense fue reasignado a Las Vegas, Nevada, que perdió el partido por el campeonato estadounidense ante Chicago.

## Recuento del campeonato
| Rango | Equipo         | Títulos | Años |
| ----- | -------------- | ------- | --- |
| -     | Estados Unidos | 39      | 1947, 1948, 1949, 1950, 1951, 1952, 1953, 1954, 1955, 1956, 1959, 1960, 1961, 1962, 1963, 1964, 1965, 1966, 1970, 1975, 1982, 1983, 1989, 1992, 1993, 1998, 2002, 2005, 2006, 2007, 2008, 2009, 2011, 2016, 2018, 2019, 2021, 2022, 2023 |
| 1     | Taiwán         | 17      | 1969, 1971, 1972, 1973, 1974, 1977, 1978, 1978, 1979, 1980, 1991, 1986, 1987, 1988, 1990, 1991, 1995, 1996 |
| 2     | Japón          | 11      | 1967, 1968, 1976, 1999, 2001, 2003, 2010, 2012, 2013, 2015, 2017 |
| 3     | California     | 8       | 1961, 1962, 1963, 1992 ‡, 1993, 2009, 2011, 2023 |
| 4     | Pensilvania    | 4       | 1947, 1948, 1955, 1960 |
| 4     | Connecticut    | 4       | 1951, 1952, 1965, 1989 |
| 4     | New Jersey     | 4       | 1949, 1970, 1975, 1998 |
| 4     | Hawai          | 4       | 2005, 2008, 2018, 2022 |
| 8     | México         | 3       | 1957, 1958, 1997 |
| 8     | Georgia        | 3       | 1983, 2006, 2007 |
| 8     | Corea del Sur  | 3       | 1984, 1985, 2014 |
| 8     | Nueva York     | 3       | 1954, 1964, 2016 |
| 12    | Texas          | 2       | 1950, 1966 |
| 12    | Venezuela      | 2       | 1994, 2000 |
| 12    | Michigan       | 2       | 1959, 2021 |
| 15    | Alabama        | 1       | 1953 |
| 15    | Nuevo Mexico   | 1       | 1956 |
| 15    | Washington     | 1       | 1982 |
| 15    | Kentucky       | 1       | 2002 |
| 15    | Curazao        | 1       | 2004 |
| 15    | Luisiana       | 1       | 2019 |